# Thagona
Thagona is een geslacht van vlinders van de familie spinneruilen (Erebidae), uit de onderfamilie Lymantriinae.

## Soorten
- T. amalita Schaus, 1921
- T. begga Cramer, 1781
- T. bilinea Schaus, 1904
- T. caramata Dognin, 1920
- T. crassilinea Dognin, 1923
- T. distincta Druce, 1906
- T. elmira Schaus, 1927